# De stamhouder
De stamhouder is een Nederlandse dramaserie over een Nederlands-Letse familie voor, tijdens en na de Tweede Wereldoorlog. Het verhaal is gebaseerd op het gelijknamige boek uit 2014 van de journalist Alexander Münninghoff (1944-2020). De door Diederik van Rooijen geregisseerde serie werd in januari en februari 2023 door AVROTROS uitgezonden op NPO 1.

## Productie
De serie werd in opdracht van AVROTROS geproduceerd door Chantal van der Horst van productiebedrijf Column Film, met ondersteuning van het Nederlands Filmfonds, het NPO Fonds en het Pools Film Instituut. Het script, gebaseerd op het autobiografische boek De stamhouder. Een familiekroniek van Alexander Münninghoff, is van Rik D'hiet en Diederik van Rooijen. De opnames waren gepland voor de periode najaar 2020 tot najaar 2021, maar liepen door de coronapandemie vertraging op. De scènes die zich in Duitsland, Polen, Oekraïne en Letland afspelen werden gefilmd in het Poolse Borowa. In Nederland werd onder andere gefilmd bij het Missiehuis St. Michaël in Steyl (dat het Sint-Nicolaasgesticht in Oss verbeeldde, de kostschool van de jonge Frans Münninghoff) en de Villa Mariënhof in Tilburg (dat de Villa Briva Latvija van de familie Münninghoff in Voorburg verbeeldde); in België onder andere bij de Baileybrug in Mol (arrestatie van Frans Münninghoff). Meerdere scènes werden gefilmd met op drones gemonteerde camera's.

## Rolverdeling (hoofdrollen)
| Acteur                          | Personage                                   | Opmerking                        |
| ------------------------------- | ------------------------------------------- | -------------------------------- |
| Matthijs van de Sande Bakhuyzen | Alexander Münninghoff                       |                                  |
| Sallie Harmsen                  | Ellen Dormeier                              | partner van Alexander            |
| Robert de Hoog                  | de jonge Frans Münninghoff                  |                                  |
| Marcel Hensema                  | de oudere Frans Münninghoff                 |                                  |
| Olga von Luckwald               | de jonge Wera Lemcke                        | 1e partner van Frans             |
| Lisa Karlström                  | de oudere Wera Lemcke                       |                                  |
| Lize Feryn                      | Ghislaine Huberte                           | "Mimousse", 2e partner van Frans |
| Gijs Scholten van Asschat       | Joannes (Joan) Münninghoff                  | "de oude Münninghoff"            |
| Silke Bodenbender               | de jonge Erica Münninghoff-von Schuhmacher  | echtgenote van Joan              |
| Hildegard Schmahl               | de oudere Erica Münninghoff-von Schuhmacher |                                  |

## Verhaal

### Achtergrond
De Nederlandse zakenman Joan Münninghoff vestigt zich na de Eerste Wereldoorlog in Letland, waar hij trouwt met een Russische gravin van Baltisch-Duitse afkomst. De familie verlaat Letland aan het begin van de Tweede Wereldoorlog, onder andere vanwege de dreigende inval door de Sovjet-Unie. Münninghoffs oudste zoon Frans, de stamhouder, blijft achter en sluit zich, deels uit weerspannigheid tegen zijn dominante vader, bij de Waffen SS aan, die hem inzet als vertaler aan het Oostfront. Zijn vriendin Wera komt, zoals veel Baltische Duitsers, in Posen terecht, waar ze in 1944 bevalt van hun zoon Alexander. Deze Alexander groeit op in Nederland en is voorbestemd om de nieuwe stamhouder van de Münninghoffs te worden. Pas vrij laat in zijn leven, rond zijn 25e en gestimuleerd door zijn vriendin Ellen, gaat hij op zoek naar de zwarte bladzijden in zijn familiegeschiedenis.

### Afleveringen

#### Aflevering 1: Make love, not war
De wereldvreemde dienstplichtige soldaat Alexander Münninghoff wordt in 1969 verliefd op de vrijgevochten Ellen Dormeier. Wanneer zij op bezoek bij Alexanders oma Nazi-parafernalia ontdekt, breekt ze resoluut met hem. Alexander realiseert zich dat het oorlogsverleden van zijn familie hem in de weg staat en probeert via zijn verbitterde vader, een voormalig SS-soldaat, meer te weten te komen.

#### Aflevering 2: Bist du der Bully?
Alexander en de zwangere Ellen zijn weer samen en bereiden zich voor op een huwelijk. Ellen overtuigt Alexander om in Duitsland op zoek te gaan naar zijn moeder. Alexanders vader, Frans Münninghoff, gaat naar Duitsland voor de begrafenis van een oorlogskameraad.

#### Aflevering 3: Op ridderschap en trouw
Het bezoek aan zijn moeder loopt voor Alexander uit op een deceptie. Zijn vader Frans herbeleeft in een flashback zijn grote jeugdliefde met Wera Lemcke in Riga en hoe hij tegelijkertijd steeds meer in de ban raakte van het nazisme.

#### Aflevering 4: Het bal begint
De oude Joannes Münninghoff is niet blij met de verhouding van zijn zoon Frans en de uit een eenvoudig milieu stammende Wera, en probeert zijn 'stamhouder' te koppelen aan een geschikte echtgenote. Alexander en Ellen zoeken, dertig jaar later, tijdens hun tripje in Duitsland tevergeefs naar antwoorden op hun vragen over het oorlogsverleden van Frans.

#### Aflevering 5: Een Duitse held
De oorlog is in volle gang. De Münninghoffs zijn teruggekeerd naar Nederland, maar zoon Frans is als SS'er getuige van de verschrikkingen aan het Oostfront. Wera is gevlucht naar Posen (toen in Duitsland) en werkt daar mee aan de Duitse oorlogsmachine. Frans raakt gewond aan het front en Wera bezoekt hem in het hospitaal.

#### Aflevering 6: Een baby
Frans is teruggekeerd naar het front en is betrokken bij oorlogsmisdaden. Na een daad van medemenselijkheid wordt hij naar een zelfmoordcommando gestuurd. Wera bevalt tijdens een bombardement op Posen van een zoon, Alexander. Terug naar het 'heden' (circa 1970) beleven Ellen en Alexander een crisis in hun relatie, wanneer hun te vroeg geboren baby niet levensvatbaar blijkt.

#### Aflevering 7: Een Nederlandse familie
Tegen het einde van de oorlog probeert de oude Münninghoff, die zowel contacten onderhoudt met de Sicherheitsdienst als het verzet, zijn gezin en een joodse onderduiker te beschermen. Ellen en Alexander komen na het verlies van hun kind weer nader tot elkaar. Ze bezoeken (opnieuw) Alexanders moeder in Duitsland. De relatie met zijn vader bereikt een dieptepunt.

#### Aflevering 8: Een bevrijding
Na de bevrijding blijft de oorlog de familie Münninghoff in zijn greep houden. Frans wordt voor een aantal duistere zaken in België opgepakt en moet zich in Nederland voor het gerecht verantwoorden voor zijn daden. Om de familienaam te zuiveren trekt de oude heer Münninghoff alles uit de kast om Frans uit de stamboom te wissen. Frans volhardt in zijn overtuigingen en sterft jaren later in eenzaamheid. Alexander en Ellen trekken een streep onder het verleden.

## Ontvangst
De stamhouder kreeg drie sterren in de Volkskrant (het gelijknamige boek kreeg er indertijd vier). Recensent Mark Moorman noemde de serie als een voorbeeld van de "gouden tijd voor Nederlandse series", maar vond dat er te kwistig met flashbacks werd omgesprongen en dat de rolvertolkingen van de jonge en oudere Frans Münninghoff niet geheel op elkaar aansloten. Willem Pekelder in Trouw noemde het een "oorverdovend mooie familie-epos". Han Lips bekeek de eerste aflevering en schreef de volgende dag in Het Parool dat hij geboeid was door het epische oorlogsdrama. Walter van der Kooi van De Groene Amsterdammer trok na het zien van de eerste drie afleveringen de voorlopige conclusie dat de regisseur "is geslaagd in zijn ambitie om ‘Amerikaanse grandeur, enthousiasme en hoge snelheid’ te bereiken, maar dat die ten koste gaan van nuance, verfijning, subtiliteit in zowel vertelling als acteerwerk". NRC-recensent Rinskje Koelewijn haakte bij de eerste aflevering af, maar bekeek later toch de hele serie en herzag haar mening: "Je ziet dat het een mooie, dure, knap gemaakte serie is. Dat is alleen niet hetzelfde als een goede serie."

## Varia
- Het boek De stamhouder. Een familiekroniek van Alexander Münninghoff ontving in 2015 de Libris Geschiedenis Prijs.
- In 2017 maakte scenarioschrijver en regisseur Ger Poppelaars een gelijknamige documentaire over Alexander Münninghoff, die in de film de plaatsen bezoekt die een rol spelen in zijn traumatische familiegeschiedenis. De documentaire werd uitgezonden door de IKON/EO.[8]